# گل یا پوچ (مجموعه نمایش خانگی)
گل یا پوچ مجموعه نمایش خانگی به کارگردانی نیک یوسفی و تهیه کنندگی علی اسدزاده با اجرای مهران مدیری محصول ۱۴۰۳ است. پخش گل یا پوچ از ۷ مرداد ۱۴۰۳ در پلتفرم (فیلیمو) آغاز شد.قهرمانان این فصل گروه احمد تیموری، مهدی فیروزی و علیرضا اصیلی بودند.

## ساختار برنامه
مسابقه گل یا پوچ یک بازی گروهی است که در قسمت‌های مختلف تیم‌های متفاوت در قالب و مدل حذفی به مصاف هم می‌روند. در هر دوره بازی گل یا پوچ دو تیم ۳ نفره روبروی هم قرار می‌گیرند و بازی گل یا پوچ را با قوانین مخصوص این مسابقه تصویری انجام می‌دهند.
هر بار که گل دست یک تیم باشد تیم مقابل باید با سه «خالی بازی» گل را حدس بزند. اگر گل را حدس بزند می‌تواند بازی کند و اگر حدس نزند یک امتیاز به تیمی داده می‌شود که گل را حفظ کرده است. اما اگر تیم مقابل که می‌خواهد حدس بزند یک ضرب گل را بگیرد و هیچ دستی را پوچ نکند ۲ امتیاز می‌گیرد.

## جوایز
| سال  | جایزه                 | رده                   | دریافت‌کننده | نتیجه |
| ---- | --------------------- | --------------------- | ----------- | ----- |
| ۱۴۰۳ | بیست و سومین جشن حافظ | بهترین چهره تلویزیونی | مهران مدیری | برنده |